# Романс д'Изонцо
Рома̀нс д'Изо̀нцо (на италиански: Romans; на фриулски: Romans dal Lusinç, Романс дал Лузинч) е малко градче и община в Северна Италия, провинция Гориция, автономен регион Фриули-Венеция Джулия. Разположено е на 23 m надморска височина. Населението на общината е 3732 души (към 2011 г.).